# 32e cérémonie des Kids' Choice Awards
La 32e cérémonie des Kids' Choice Awards a eu lieu le 23 mars 2019 au Galen Center à Los Angeles en Californie.
En France, elle a été retransmise le 24 mars 2019 sur Nickelodeon France et Nickelodeon Teen et sur MTV France.

## Hôtes
- DJ Khaled

## Nominations
Les nominations ont été annoncées le 26 février 2019 par Liza Koshy, animatrice de l'émission Double Dare, via une retransmission en direct diffusée sur toutes les plateformes et chaînes de médias sociaux de Nickelodeon. Le vote s'est terminé le 22 mars 2019.

### Films

#### Catégorie: film préféré
- Avengers: Infinity War
  - Aquaman
  - Black Panther
  - The Kissing Booth
  - Le Retour de Mary Poppins (Mary Poppins Returns)
  - À tous les garçons que j'ai aimés (To All the Boys I've Loved Before)

#### Catégorie: acteur de film préféré
- Noah Centineo (Peter Kavinsky, À tous les garçons que j'ai aimés {To All the Boys I've Loved Before})
  - Chadwick Boseman (T'Challa / Panthère noire, Black Panther)
  - Chris Evans (Steve Rogers / Captain America, Avengers: Infinity War)
  - Chris Hemsworth (Thor, Avengers: Infinity War)
  - Dwayne Johnson (Will Sawyer, Skyscraper)
  - Jason Momoa (Arthur Curry / Aquaman, Aquaman)

#### Catégorie: actrice de film préférée
- Joey King (Elle Evans, The Kissing Booth)
  - Emily Blunt (Mary Poppins, Le Retour de Mary Poppins {Mary Poppins Returns})
  - Scarlett Johansson (Natasha Romanoff / Veuve noire, Avengers: Infinity War)
  - Lupita Nyong'o (Nakia, Black Panther)
  - Rihanna (Nine Ball, Ocean's 8)
  - Zoe Saldana (Gamora, Avengers: Infinity War)

#### Catégorie: super-héro de film préféré
- Robert Downey Jr. (Anthony « Tony » Stark / Iron Man, Avengers: Infinity War)
  - Chadwick Boseman (T'Challa / Panthère noire, Black Panther)
  - Chris Evans (Steve Rogers / Captain America, Avengers: Infinity War)
  - Chris Hemsworth (Thor, Avengers: Infinity War)
  - Scarlett Johansson (Natasha Romanoff / Veuve noire, Avengers: Infinity War)
  - Jason Momoa (Arthur Curry / Aquaman, Aquaman)

#### Catégorie: botteur de fesses de film préféré
- Chris Pratt (Owen Grady, Jurassic World: Fallen Kingdom)
  - Emilia Clarke (Qi'ra, Solo: A Star Wars Story)
  - Danai Gurira (Okoye, Black Panther)
  - Dwayne Johnson (Will Sawyer, Skyscraper)
  - Michael B. Jordan (Adonis Creed, Creed 2 {Creed II})
  - Zoe Saldana (Gamora, Avengers: Infinity War)

#### Catégorie: film d'animation préféré
- Les Indestructibles 2 (Incredibles 2)
  - Le Grinch (The Grinch)
  - Hotel Transylvanie 3 : Des vacances monstrueuses
  - Pierre Lapin
  - Ralph 2.0
  - Spider-Man: New Generation

#### Catégorie: doublure de voix masculine dans un film d'animation préférée
- Adam Sandler (Comte Dracula {Count Dracula}, Hôtel Transylvanie 3 : Des vacances monstrueuses {Hotel Transylvania 3: Summer Vacation})
  - James Corden (Pierre Lapin {Peter Rabbit}, Pierre Lapin {Peter Rabbit})
  - Benedict Cumberbatch (Le Grinch, Le Grinch)

### Musiques

#### Catégorie: groupe musicale préféré
- Imagine Dragons
  - Fall Out Boy
  - The Chainsmokers
  - Maroon 5
  - Migos
  - Twenty One Pilots

#### Catégorie: artiste masculin préféré
- Shawn Mendes
  - Luke Bryan
  - DJ Khaled
  - Drake
  - Bruno Mars
  - Justin Timberlake

#### Catégorie: artiste féminin préférée
- Ariana Grande
  - Beyoncé
  - Camila Cabello
  - Cardi B
  - Selena Gomez
  - Taylor Swift

#### Catégorie: star de musique de société préférée
- JoJo Siwa
  - Baby Ariel
  - Chloe x Halle
  - Jack & Jack
  - Max & Harvey
  - Why Don't We

### Télévision

#### Catégorie: série télévisée de comédie préférée
- La Fête à la maison : 20 ans après (Fuller House)
  - The Big Bang Theory
  - Camp Kikiwaka (Bunk'd)
  - Henry Danger
  - Modern Family
  - Raven (Raven's Home)

#### Catégorie: série télévisée dramatique préférée
- Riverdale
  - Les Désastreuses Aventures des orphelins Baudelaire (A Series of Unfortunate Events)
  - Les Nouvelles Aventures de Sabrina (Chilling Adventures of Sabrina)
  - Flash (The Flash)
  - Stranger Things
  - The Walking Dead

#### Catégorie: émission de téléréalité préférée
- America's Got Talent
  - American Idol
  - American Ninja Warrior
  - Dancing with the Stars Juniors (Dancing with the stars: Junior)
  - Double Dare
  - The Voice

#### Catégorie: série télévisée d'animation préférée
- Bob l'éponge (SpongeBob SquarePants)
  - Alvin and The Chipmunks
  - The Boss Baby: Back in Business
  - Bienvenue chez les Loud (The Loud House)
  - Le Destin des Tortues Ninja (Rise of the Teenage Mutant Ninja Turtles)
  - Teen Titans Go!

### Divers

#### Catégorie: jeux vidéo préféré
- Just Dance 2019
  - Lego Les Indestructibles (Lego The Incredibles)
  - Marvel's Spider-Man
  - Super Smash Bros. Ultimate
  - Super Mario Party

#### Catégorie: Youtuber préféré
- SSSniperWolf
  - DanTDM
  - Jacksepticeye
  - Markiplier
  - Ninja
  - PopularMMOs

#### Catégorie: star de société préféré
- David Dobrik
  - Emma Chamberlain
  - Guava Juice
  - Lilly Singh
  - Miranda Sings
  - Ryan ToysReview